# Buena Park (Kalifornija)
Buena Park je grad u američkoj saveznoj državi Kalifornija. Prema popisu stanovništva iz 2010. u njemu je živjelo 80,530 stanovnika.